# 아파티닙
아파티닙(Afatinib)은 길로트립(Gilotrif) 등의 상품명으로 판매되는 비소세포폐암(NSCLC) 치료에 사용되는 약물이다. 티로신 인산화효소 억제제 계열에 속하며, 경구 투여한다.
주로 상피세포 성장 인자 수용체(EGFR) 유전자 돌연변이가 있는 비소세포성 폐암 치료에 사용된다.
세계보건기구(WHO)의 필수 의약품 목록에 등재되어 있다.

## 의료용도
비소세포성 폐암 치료제로 허가를 받았지만, 유방암과 같은 다른 암 치료에도 사용할 수 있다는 근거가 새롭게 등장하고 있다.